# Bahādurganj
Bahādurganj är en ort i Indien.   Den ligger i distriktet Kishanganj och delstaten Bihar, i den nordöstra delen av landet, 1 100 km öster om huvudstaden New Delhi. Bahādurganj ligger 57 meter över havet och antalet invånare är 31 405.
Terrängen runt Bahādurganj är mycket platt. Runt Bahādurganj är det tätbefolkat, med 790 invånare per kvadratkilometer. Det finns inga andra samhällen i närheten. Trakten runt Bahādurganj består till största delen av jordbruksmark.